# Epopterus ocellatus
Epopterus ocellatus es una especie de coleóptero de la familia Endomychidae.

## Distribución geográfica
Habita en la Guayana francesa, Colombia y  Brasil.